# Lago Bianco
Le Lago Bianco (littéralement "lac blanc") est un réservoir situé au col de la Bernina dans le canton suisse des Grisons. Il a une altitude de 2 234 m, une longueur de 2,85 km, une superficie de 1,50 km2 et une profondeur maximale de 53 mètres.

## Histoire
Autrefois le site était composé de deux lacs plus petits (les Lago Bianco et Lago della Scala), mais le réservoir actuel est formé par la construction de deux barrages (les Scala et Arlas) à ses extrémités sud et nord. Le lac actuel se draine vers le sud, tout comme ses deux lacs précurseurs, son eau atteignant finalement la Méditerranée via les rivières Poschiavino et Adda puis le fleuve Pô. En revanche, l'eau du Lej Nair (en) (Lac noir), qui s'étend juste en dessous du barrage nord, s'écoule vers le nord jusqu'à la mer Noire via la rivière Inn puis le fleuve Danube,.  
Le plus haut point de la ligne de chemin de fer de la Bernina longe le côté est du lac, avec la gare de Ospizio Bernina située quasiment au milieu. La route passant au col de la Bernina (Hauptstrasse 29) suit un itinéraire plus élevé du même côté du lac. La majeure partie du lac se trouve sur le territoire de la municipalité de Poschiavo, bien que la section la plus au nord et le barrage nord se trouvent dans la municipalité de Pontresina.

Le réservoir du Lago Bianco a été créé entre 1910 et 1911 afin de fournir un approvisionnement constant en eau à une série de centrales hydroélectriques dans le Val Poschiavo. Il a un volume maximum de 18,6 millions de m³. Au départ, l'eau était rejetée dans les cours d'eau naturels jusqu'à la prise de la centrale électrique de Cavaglia qui alimentait la centrale électrique de Robbia (de) à San Carlo (en). Cependant, en 1927, deux centrales électriques ont été construites entre le lac et Cavaglia. La plus élevée d'entre elles, la centrale électrique de Palü (de) à Lago Palü, est maintenant alimentée par un pipeline partant de l'extrémité sud du réservoir. 

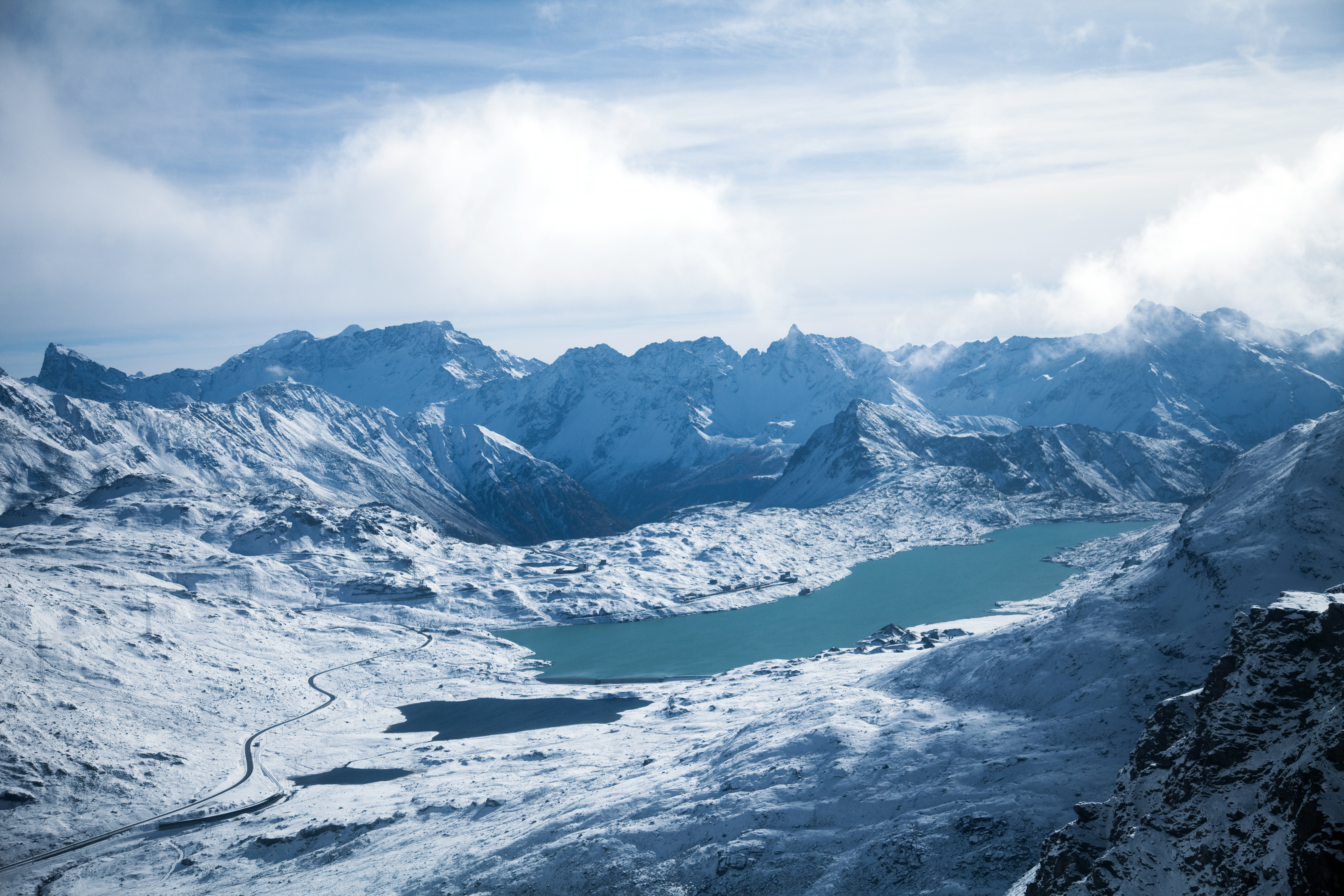
Vue du Lago Bianco depuis le téléphérique de Diavolezza.
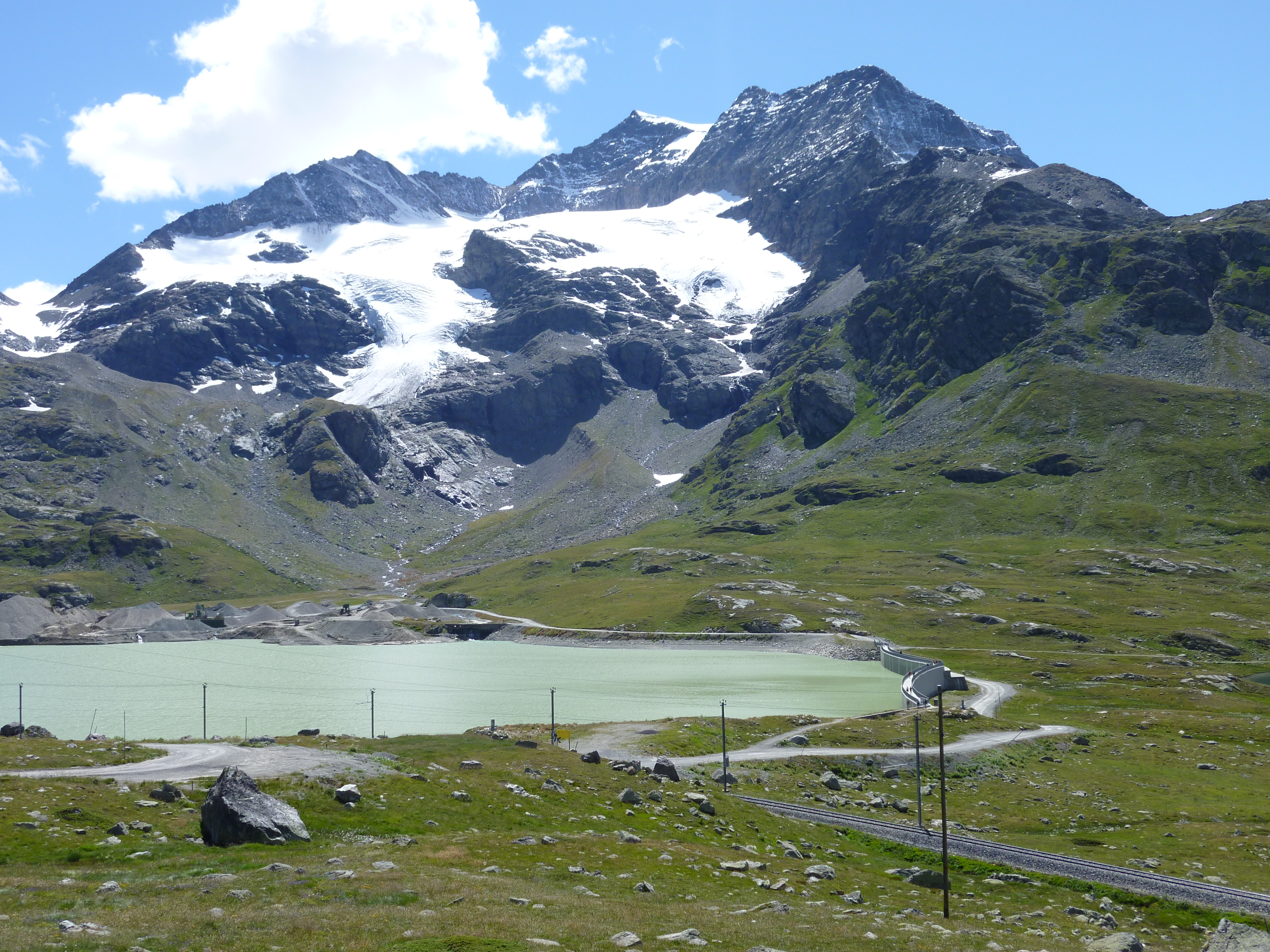
Barrage nord (Arlas).
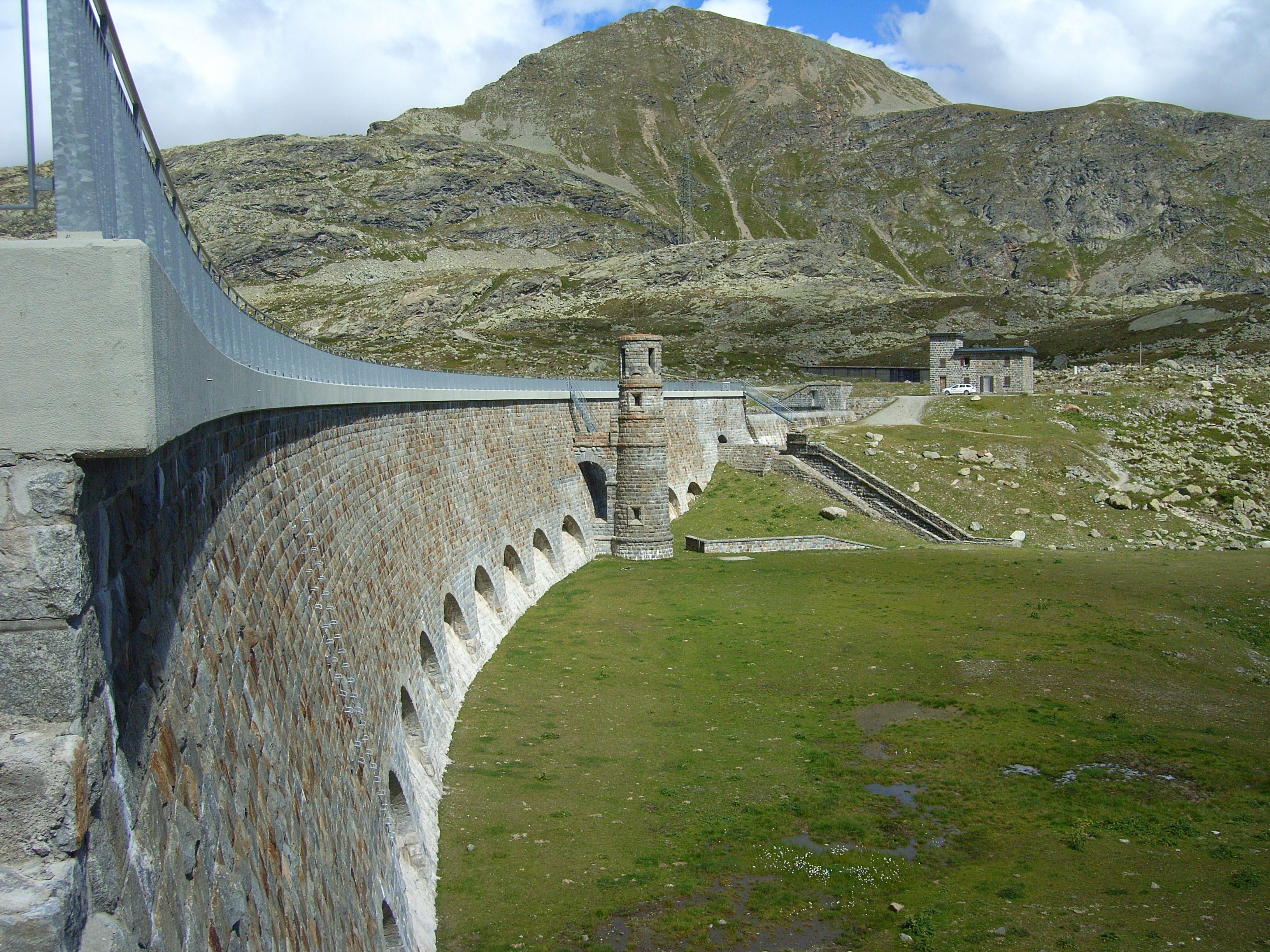
Barrage sud (Scala).
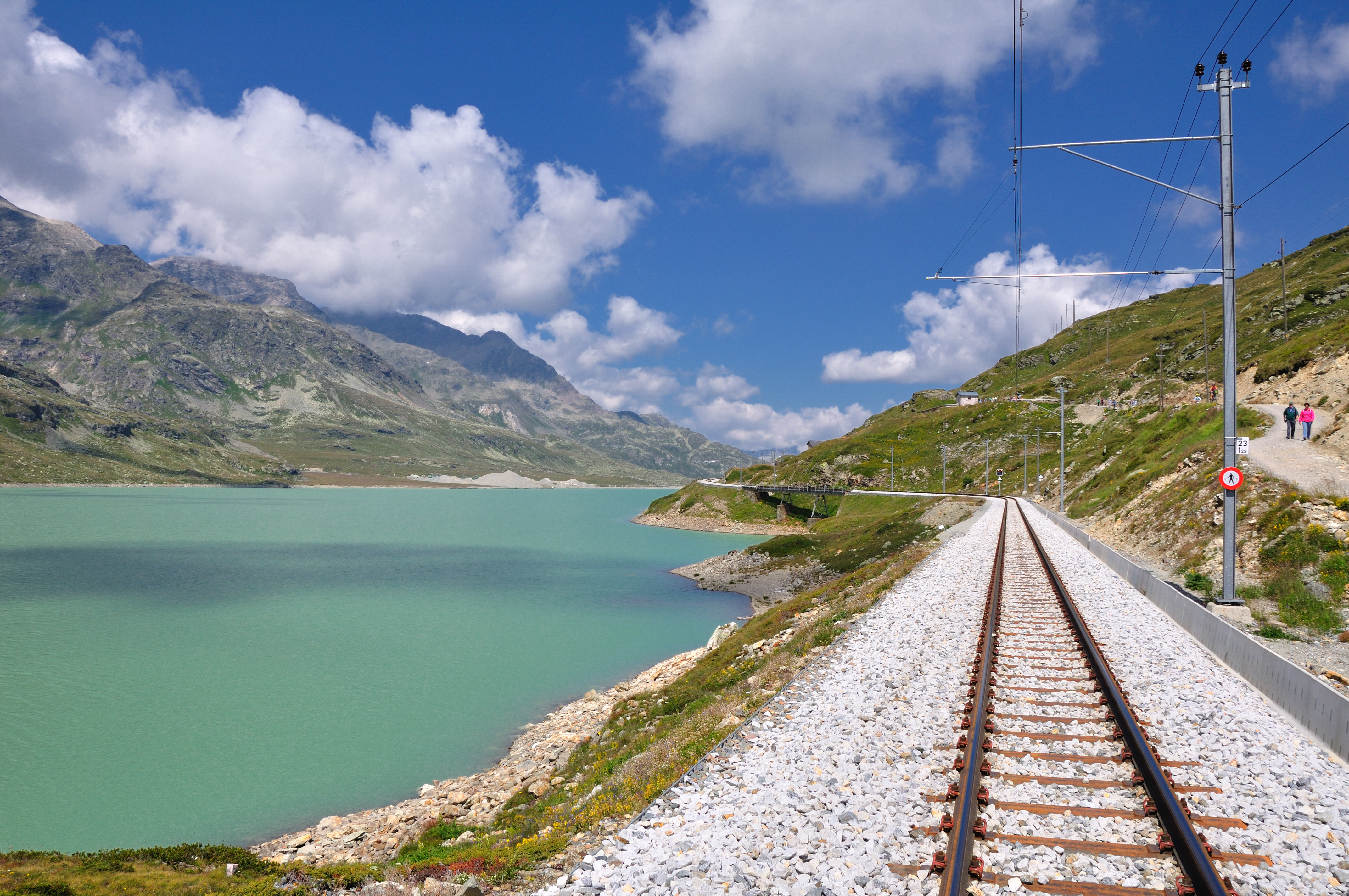
La ligne de la Bernina au bord du lac.